# Trung tâm Luân Đôn

Bản đồ đường phố tại trung tâm Luân Đôn.

Trung tâm Luân Đôn (tiếng Anh: Central London) là phần nằm giữa Luân Đôn. Không có sự xác định được công nhận chính thức hoặc thông dụng về khu vực này. Nhưng về đặc trưng, trung tâm Luân Đôn được hiểu là bao gồm khu vực xây dựng mật độ cao, giá đất cao, dân số tăng cao, với sự tập trung dày đặc các tổ chức và công trình cấp vùng, quốc gia và quốc tế. Từ xưa đến nay, với nhiều mục đích khác nhau, rất nhiều định nghĩa về khu vực này đã ra đời để xác định phần trung tâm của thành phố.
Khoảng cách đường sá đến Luân Đôn thường được đo từ điểm trung tâm Charing Cross, với điểm đánh dấu là bức tượng vua Charles I tại giao lộ của Strand, Whitehall và đường Cockspur, ngay phía nam của Quảng trường Trafalgar.
Thống kê năm 1901 xác định trung tâm Luân Đôn gồm Thành phố Luân Đôn và các khu tự quản thủ đô gồm: Bermondsey, Bethnal Green, Finsbury, Holborn, Shoreditch, Southwark, Stepney, St Marylebone và Westminster.
Bản đồ Luân Đôn xác định khu vực hành chính "Vùng hoạt động trung ương" ("Central Activities Zone"), trong đó bao gồm thành phố Luân Đôn, gần hết thành phố Westminster và một phần của Camden, Islington, Hackney, Tower Hamlets, Southwark, Lambeth và Kensington và Chelsea. Được mô tả như là "một nhóm đặc biệt với tầm mức cực kỳ quan trọng, trong đó có cơ quan trung ương của chính phủ, trụ sở chính và các đại sứ quán, tập trung lớn nhất của lĩnh vực dịch vụ tài chính và kinh doanh của Luân Đôn và các văn phòng thương mại, các cơ quan chuyên môn, các tổ chức, hiệp hội, truyền thông, xuất bản, quảng cáo và các phương tiện truyền thông".